# Lasioglossum cattellae
Lasioglossum cattellae är en biart som först beskrevs av Ellis 1913. Den ingår i släktet smalbin, och familjen vägbin. Inga underarter finns listade i Catalogue of Life. Arten lever i östra Nordamerika.

## Beskrivning
Det runda huvudet och mellankroppen är grönt till gyllengrönt hos honan, blekgrönt till blågrönt hos hanen. Munskölden är mörkbrun på den övre halvan; den undre är rödbrun hos honan, gulbrun hos hanen. Antennerna är mörkbruna med undersidan på de yttre delarna rödbruna hos honan, gulbruna hos hanen. Benen är bruna med gulbruna fötter (hos honan endast de fyra bakre fötterna). Vingarna är halvgenomskinliga med gulbruna ribbor. Vingfästet är rödbrunt till gulbrunt hos honan, mörkt rödbrunt hos hanen. Hos honan är bakkroppen brun med rödbruna till genomskinligt brungula bakkanter på segmenten. De tre främre segmenten på bakkroppens ovansida har en svagt gullengul till grönaktig glans. Hos hanen är bakkroppen mörkbrun, segmenten har även hos honom rödbruna till genomskinligt brungula bakkanter. Behåringen är vitaktig, hos honan ibland med en dragning åt gult, speciellt på delar av mellankroppen. Hårväxten är tämligen gles, hanen kan dock ha något kraftigare behåring i ansiktet under ögonen. Som de flesta smalbin är arten liten; honan har en kroppslängd på 4,8 till 5,9 mm och en framvingelängd på 4 till 4,2 mm; motsvarande mått hos hanen är 4,3 till 4,5 mm för kroppslängden och omkring 3,5 mm för framvingelängden.

## Utbredning
Utbredningsområdet omfattar från Michigan till Massachusetts och söderöver från Kansas till Georgia i USA samt troligtvis Ontario och Quebec i Kanada. Arten är ingenstans vanlig..

## Ekologi
Lasioglossum cattellae är ett eusocialt bi, det bildar samhällen med flera kaster (arbetare, drönare och drottningar) där de parningsdugliga honorna, drottningarna, övervintrar som vuxna. Boet grävs ut i marken. Arten är oligolektisk, den flyger till blommande växter från många olika familjer, som korgblommiga växter (krysantemumsläktet, solrosor, gullrissläktet, rudbeckior och vernonia), kaprifolväxter (olvonsläktet), rosväxter (plymspireor, aplar och hallonsläktet), måreväxter (Houstonia), balsaminväxter (apelsinbalsamin) samt vinväxter (vildvinsläktet).